# Zjednoczona Partia Demokratyczna (Belize)
Zjednoczona Partia Demokratyczna (ang.: United Democratic Party (UDP) – centroprawicowa i konserwatywna partia polityczna funkcjonująca w belizeńskim, de facto dwupartyjnym, systemie partyjnym. Założona w 1973 roku. Sprawowuje władzę od 2008 roku. 

## Historia
Zjednoczona Partia Ludowa przez lata monopolizowała politykę w Hondurasie Brytyjskim, a następnie w Belize. Od momentu powstania UDP w 1974 tylko te dwie partie zdobywały mandaty posłów do Izby Reprezentantów.
W wyborach w 1974 roku wygrała PUP zdobywając 51,53% głosów i 12 mandatów, UDP zdobyła 38,1% głosów i pozostałe 6 mandatów. Kolejne wybory przyniosły podobne rezultaty - Zjednoczona Partia Ludowa uzyskała 13 mandatów (przy poparciu 51,8% mieszkańców), zaś 46,8% głosów przyniosło lewicy 5 mandatów.
W 1981 Belize uzyskało niepodległość, a w pierwszych wyborach w niepodległym państwie triumfowała  Zjednoczona Partia Demokratyczna zdobywając 54,1% głosów i aż 21 mandatów w nowej, powiększonej Izbie Reprezentantów. Po raz pierwszy wybory w historii Belize, PUP nie wygrała wyborów, chadekom poparcie na poziomie 44% głosów przyniosło jedynie siedem mandatów.
Wybory parlamentarne w Belize w 1989 roku przyniosły wynik niemal remisowy - wygrała nieznacznie Zjednoczona Partia Ludowa (50% głosów i 15 mandatów), lewica musiała zadowolić się 13 fotelami w Izbie Reprezentantów (poparcie 48,2%). W 1993 roku, mimo że chadecy w skali kraju zdobyli więcej głosów (51,2%) to wybory przegrali, zdobywając 13 mandatów, wobec 16, które zdobyła UDP (przy poparciu 48,7%).
Wybory przeprowadzone 27 sierpnia 1998 przyniosły wielki triumf Zjednoczonej Partii Ludowej, która odzyskała władzę i zdobyła 26 z 29 mandatów, uzyskując w skali kraju poparcie 59,67%. 39,41% głosów dało ich konkurentom z UDP 3 mandaty. W kolejnych wyborach ponownie triumfowali chadecy - 53,16% głosów dało im 22 miejsca w parlamencie, UDP zgarnęła pozostałe 7 (poparcie 45,57%). Wielkim sukcesem dla Zjednoczonej Partii Demokratycznej okazały się wybory parlamentarne w Belize w 2008 roku - 56,61% głosów i 25 mandatów, w nieco powiększonej Izbie Reprezentantów. 40,72% głosów w skali kraju dało PUP pozostałe 6 miejsc. Wybory w 2012 to niewielkie zwycięstwo lewicy premiera Deana Barrowa 50,37% głosów i 17 mandatów, wobec 47,54% głosów i 14 miejsc w parlamencie dla PUP

## Liderzy partii
- Dean Lindo (1974–1979)
- Theodore Aranda (1979–1982)
- Curl Thompson (1982–1983)
- Manuel Esquivel (1983–1998)
- Dean Barrow (od 1998)

## Wyniki wyborów

### Wybory do Izby Reprezentantów
| Wybory | Lider partii    | Głosy  | %                       | Mandaty | +/– | Pozycja | Władza   |
| ------ | --------------- | ------ | ----------------------- | ------- | --- | ------- | -------- |
| 1974   | Dean Lindo      | 9 069  | 38,93%                  | 6/18    | 6   | 2       | Opozycja |
| 1979   | Dean Lindo      | 21 045 | 46,80%                  | 5/18    | 1   | 2       | Opozycja |
| 1984   | Manuel Esquivel | 25 756 | 54,10%                  | 21/28   | 16  | 1       | Rząd     |
| 1989   | Manuel Esquivel | 28 900 | 48,20%                  | 13/28   | 8   | 2       | Opozycja |
| 1993   | Manuel Esquivel | 34 306 | 48,70% W sojuszu z NABR | 16/29   | 3   | 1       | Rząd     |
| 1998   | Manuel Esquivel | 33 237 | 39,41%                  | 3/29    | 12  | 2       | Opozycja |
| 2003   | Dean Barrow     | 45 376 | 45,57%                  | 7/29    | 4   | 2       | Opozycja |
| 2008   | Dean Barrow     | 66 203 | 56,61%                  | 25/31   | 17  | 1       | Rząd     |
| 2012   | Dean Barrow     | 64 976 | 50,37%                  | 17/31   | 8   | 1       | Rząd     |
| 2015   | Dean Barrow     | 71 452 | 50,00%                  | 19/31   | 2   | 1       | Rząd     |